# Semiónovskoie (Sóbinka)
|  | Per a altres significats, vegeu «Semiónovskoie». |

Semiónovskoie (en rus: Семёновское) és un poble de l'óblast de Vladímir, a Rússia, segons el cens del 2010 tenia 185 habitants. Pertany al districte municipal de Sóbinka.